# Ben Rector
Ben Rector, född Benjamin Evans Rector 6 november 1986 i Tulsa i Oklahoma, är en amerikansk artist baserad i Nashville, Tennessee.

## Diskografi (urval)
Studioalbum
- 2007 – Twenty Tomorrow
- 2008 – Songs That Duke Wrote
- 2010 – Into The Morning
- 2011 – Something Like This
- 2013 – The Walking in Between
- 2015 – Brand New
- 2018 – Magic

Livealbum
- 2014 – Live in Denver

EPs
- 2006 – Ben Rector
- 2009 – Jingles and Bells
- 2010 – Summer Candy